# 格拉維納藝術博物館
38°20′44″N 0°28′46.8″W / 38.34556°N 0.479667°W
格拉維納藝術博物館（英語： Gravina Museum of Fine Arts，西班牙語：Museo de Bellas Artes Gravina，MUBAG）是位於西班牙阿利坎特的一座博物館，並座落於Palacio del Conde de Lumiares。它是一座建於 1748 年至 1808 年之間的四層建築，並已被宣佈為歷史古蹟。